# Torre de Drumbo
La torre de Drumbo (en irlandés: Cloigtheach Druim Bó) es una torre redonda irlandesa truncada en Drumbo, condado de Down, Irlanda del Norte.

## Visión general
La torre sobrevive hasta una altura de 10,7 metros. Tiene 5 metros de diámetro, con un diámetro interior de 2,75 metros. La pared tiene un espesor de aproximadamente 1,2 metros. La entrada en el este está a 1,5 metros sobre el nivel del suelo y tiene 1,68 metros de altura y unos 0,56 metros de ancho. En el interior hay agujeros de vigas que indican que los pisos internos eran de madera y hay seis niveles supervivientes, incluido el sótano.
Hoy la torre se encuentra dentro de los terrenos de la iglesia presbiteriana local. Históricamente, la torre estuvo unida a una iglesia parroquial y un monasterio medievales, cuyos cimientos se pueden ver en el cementerio moderno del sitio.

## Historia
La torre data de alrededor del período medieval temprano y es un monumento histórico planificado. La estructura original sufrió graves daños cuando el sitio fue saqueado por Connor, hijo de Artgal McLochlin en 1130.
El sitio de la torre redonda de Drumbo y el monasterio medieval es una de las fundaciones religiosas más antiguas de Irlanda. En la vida de San Patricio, que figura en el Libro de Armagh, el nombre Drumbo significa "la colina larga de la vaca", que se tradujo a Collum Bovis, nombre por el que se conocía a la antigua iglesia. La torre redonda se construyó originalmente aquí para aprovechar las vistas panorámicas del valle de Lagan. En el momento de la construcción de la torre, tales vistas habrían sido útiles para detectar incursiones vikingas entrantes.